# بخش جکسون (شهرستان براون، اوهایو)
بخش جکسون (به انگلیسی: Jackson Township) یک منطقهٔ مسکونی در ایالات متحده آمریکا است که در شهرستان براون، اوهایو واقع شده‌است.
 بخش جکسون ۷۳٫۴ کیلومتر مربع مساحت و ۱٬۵۸۱ نفر جمعیت دارد و ۳۰۴ متر بالاتر از سطح دریا واقع شده‌است.